# 宮脇健
宮脇 健（みやわき けん、1961年6月13日 - ）は、日本の俳優。旧芸名および本名は宮脇 康之（みやわき やすゆき）。子役時代は劇団日本児童に所属し、「ケンちゃん」としてお茶の間の人気者だった。
東京都出身。元所属事務所は、劇団日本児童、劇団若草、麗タレントプロモーション芸能部、元氣プロジェクト。堀越高等学校卒業。

## 来歴
1964年、山田洋次監督の映画『運がよけりゃ』で倍賞千恵子の子供役で芸能界にデビューした。1966年、NHKドラマ『おはなはん』でおはなはんの子供役でTVデビューする。
1967年、テレビドラマ『チャコねえちゃん』（四方晴美主演）に出演。以後1976年の『フルーツケンちゃん』までケンちゃんシリーズに10年間出演（5歳 - 15歳まで）。人気子役となった。しかし、テレビでの活躍とは裏腹に家庭の崩壊、兄の自殺未遂、そして保証人になったことによる4億円の借金と、苦難に満ちた人生を送る。
1977年頃、ジャニーズ事務所の合宿所にも出入りしていた。
1980年、テレビドラマで共演した三原順子（現・三原じゅん子）との交際が芸能誌に報じられる。しかし、その後は芸能界から干される状態となる。
20歳までお笑い芸人グループのチャンバラトリオの運転手をしたり、交通量を計測するアルバイトをしていた。
1982年、子役からの脱却を目的ににっかつロマンポルノ『（本）噂のストリッパー』に出演。雑誌では、「犯し屋ケンちゃん」と揶揄されることになる。1984年、マハラジャで黒服をやりながら結城哲也（現・ゆうき哲也）に弟子入りする（その際、吉本新喜劇にも出演）。1986年頃、マハラジャを退職し、東京でさまざまな職を転々する（墓地関係の営業など）。
1989年、沖縄で地上げ屋に従事する傍ら、ローカルタレントとしての活動を行う。
1993年頃、東京で再びさまざまな職を転々とする。
1996年に結婚。1997年、子役時代の家庭崩壊などの内情を綴った『名子役の虚構 ケンちゃんの真実』を出版し話題となる。この頃はガス検針の仕事をする。
1990年代末頃から2000年代初頭、「あの人は今!?」といった企画の常連となり、芸能界復帰への意欲を語り、『ケンちゃんシリーズ』をリアルタイムで知らない世代からも知名度を得る。2000年、占い番組において占い師から名前を「宮脇康之」から「宮脇健」に変えた方がいいとアドバイスされて芸名を「宮脇健」に変更。
2004年1月、自叙伝『ケンちゃんの101回信じてよかった』（講談社）を発表。現在は2001年から始めた還元水生成器ビジネスで成功を収め、その後はバッテリーのリサイクル事業も行ないながら講演活動で全国をまわる傍ら、芸能活動と並行して活躍している。
2024年、ジャニー喜多川から性被害を受けていたことを明らかにする。

## 人物
- 趣味:ドラム、空手[1]
- 特技:ガス技師[1]
- 家族は妻、長男、長女。父は帝京高校の教師だった[3]。

## エピソード
- 妻は宮脇の借金も知ったうえで「一緒に返していこう」と結婚してくれて、感謝しかないという。借金は完済している[3]。
- 幼少期に家族の写真がなかったため、結婚後は家族写真をたくさん撮っている[3]。

## 出演作品

### テレビドラマ
- おはなはん（1966年4月4日 - 1967年4月1日、NHK総合）
- チャコちゃんシリーズ・ケンちゃんシリーズ（TBS） - ケンちゃん(チャコちゃんシリーズ)／主演・ケンイチ(ケンちゃんシリーズ) 役
  - チャコねえちゃん（1967年4月6日 - 1968年3月28日）
  - チャコとケンちゃん（1968年4月4日 - 1969年3月27日）
  - ジャンケンケンちゃん（1969年4月3日 - 1970年2月26日）
  - ケンちゃんトコちゃん（1970年3月5日 - 1971年3月4日）
  - すし屋のケンちゃん（1971年3月11日 - 1972年3月2日）
  - ケーキ屋ケンちゃん（1972年3月9日 - 1973年3月1日）
  - おもちゃ屋ケンちゃん（1973年3月8日 - 1974年2月28日）
  - ケンにいちゃん（1974年3月7日 - 1975年2月27日）
  - おそば屋ケンちゃん[7]（1975年3月6日 - 1976年2月26日）
  - フルーツケンちゃん（1976年3月4日 - 1977年2月24日）
  - ケンちゃんチャコちゃん 第49話「大人になった時には」（1981年2月12日）
  - なかよしケンちゃん 第45話「風の中の兄と妹」（1982年1月14日）
- 『東芝日曜劇場』（TBS）
  - 「ママ日曜でありがとう」 #3 - #5（1966年12月25日・1968年10月27日・1969年12月21日）
  - 「ちいさな愛」（1976年11月28日）
  - 「わかれ道」（1977年5月22日）
- 風待ちの港（1970年1月10日、NHK総合）
- まんまる四角（1973年1月5日 - 6月29日、TBS） - 弘志 役
- お姉ちゃん（1973年12月7日 - 1974年3月29日、TBS）
- 敬礼!さわやかさん（1975年10月6日 - 1976年3月29日、NETテレビ） - 大和武 役
- ブラザー劇場（TBS）
  - パパは独身  第10話「かっこいいパパ」（1977年2月7日）
  - 刑事犬カール（1977年9月12日 - 1978年6月5日） - 北条進 役
  - コメットさん（第2期） 第3話「君のくれた目ざめ」（1978年6月26日）
- 夜明けの刑事 第109話「初恋をタイホせよ!」（1977年3月9日、TBS）
- 今日だけは（1977年5月12日 - 11月3日、TBS） - 兵童伍郎 役
- ナッキーはつむじ風（1978年10月11日 - 1980年3月12日、TBS） - 大原均 役
- 愛LOVEナッキー（1980年3月19日 - 10月29日） - 大林信人 役
- 翔んだカップル（1980年10月3日 - 1981年4月10日、フジテレビ） - 中山わたる 役
- ときめき十字星（1980年10月6日 - 1981年3月3日、東京12チャンネル）
- GOGO! チアガール（1980年11月5日 - 1981年10月21日、TBS） - 川辺熊夫 役
- 銀河テレビ小説「煙が目にしみる」（1981年6月29日 - 1981年7月24日、NHK総合） - 内堀竜一 役
- 木曜ゴールデンドラマ「女医のめざめる時」（1982年4月1日、よみうりテレビ）
- 事件記者チャボ! 第6話（1983年11月5日、日本テレビ/ユニオン映画） - 太田 役
- 月曜ドラマスペシャル「トリカブト殺人事件 疑惑の女」（1992年1月13日、TBS）

### 映画
- チャコとケンちゃん（1969年3月18日公開、東映）
- おもちゃ屋ケンちゃん よそではいい子（1973年8月1日公開、東映）
- お嫁にゆきます（1978年7月22日公開、東宝）
- （本）噂のストリッパー（1982年9月15日公開、日活） - 洋一 役
- 銀玉マサやん（1992年12月12日公開、竜企画）
- キリマンジャロは遠く（2016年10月29日公開）
- ギフテッド フリムンと乳売り女（2018年5月19日公開）- 比嘉隼人 役

### オリジナルビデオ
- 銀玉マサやん 琉球パチンコ決戦（1993年9月17日発売、ポニーキャニオン）
- Zero WOMAN 危ない遊戯（1998年5月1日発売、マクザム）
- 闇の天使 DREAM ANGEL（2001年8月3日発売、ケイエスエス）
- 麻雀飛龍伝説 天牌2（2002年2月8日発売、ケイエスエス）

### テレビアニメ
- 大恐竜時代（1979年10月7日、日本テレビ） - 主演・ジュン 役※ 声の出演[8]

### バラエティ（ゲスト含む）
- 『ビバ!フィッシング』（不明、東京12チャンネル） - 司会
- 『スター千一夜』（1975年2月14日、フジテレビ）
- 『家族そろって歌合戦』（1975年5月18日、TBS）
- 『お笑いオンステージ』（1981年10月18日・1982年1月17日、NHK総合）
- 『クイズ面白ゼミナール』（1982年10月3日・1986年1月26日、NHK総合）
- 『タケちゃんの思わず笑ってしまいました』#5（1985年3月12日、フジテレビ）
- 『ビートたけしのお笑いウルトラクイズ』#9・#10（1992年4月4日・10月16日、日本テレビ）
- 『クイズところ変れば!?』（テレビ東京）
- 『浅草橋ヤング洋品店』（テレビ東京）
- 『どうーなってるの?!』（1994年5月26日、フジテレビ）
- 『驚きももの木20世紀』（1998年9月11日、朝日放送）
- 『スーパーフライデー 史上最強! 占い人生相談・芸能人だって悩んでるんだぞSP』（2000年4月14日、TBS） - 改名
- 『大波乱!! 夫婦ばかりの人生立て直しワケあり涙の絆スペシャル!!』（2002年3月22日、フジテレビ）
- 『おもいッきりDON!』（2009年7月3日、日本テレビ）
- 『超豪華!!スタア同窓会』#1（2010年7月6日、日本テレビ）
- 『オカンの力で関西元気! 笑顔の花を咲かせまショーSP』（2010年11月20日、関西テレビ）
- 『人生が変わる1分間の深イイ話　天才子役SP』（2012年4月16日、日本テレビ）[9]
- 『知りたがり！』（2012年11月、フジテレビ）[9]
- 『有田とマツコと男と女～新年から禁断の大バトル～』（2013年1月2日、TBS）[9]
- 『爆報! THE フライデー』（2013年3月15日・2014年9月12日、TBS）[9]

### ラジオ番組
- 『ケンちゃんとBINちゃんの夜の課外授業』（2010年5月 - 2011年3月30日、山陽放送）
- 『ケンちゃんとBINちゃんの夜の課外授業SUPER』（2011年4月4日 - 、山陽放送）

### CM
- 三洋金属
- インターコネクト『翌ケロ』

## 著書・参考文献
- 『名子役の虚構 ケンちゃんの真実』バラス、1997年 - ISBN  9784842203287
- 『ケンちゃんの101回信じてよかった』講談社、2004年 - ISBN 406212226X

## ディスコグラフィー

### シングル
- ジャンケン・ケンちゃん（1969年、東芝音楽工業） - B面は宇野ゆう子「さよなら また あした」
- すし屋のケンちゃん／ないしょだよ（1971年、東芝音楽工業）
- ケーキ屋ケンちゃん／さみしいな（1972年、東芝音楽工業）
- おもちゃ屋ケンちゃん／ケンちゃんと遊ぼう（1973年、CBS・ソニー）
- きみはマリちゃん／勇気と夢を（1973年、日本コロムビア）
- おそば屋ケンちゃん（1975年、日本コロムビア） - B面は岡浩也「きょうだいって いいな」
- フルーツケンちゃん（1976年、ポリドール） - B面は岡浩也「はしゃぎっこいじめっこ」
- 坂の道（三洋金属イメージソング）／Dear Friend（2010年9月）

### アルバム
- ケンとチャコの東京恋物語(ラヴ・ストーリー)（1994年10月21日、日本クラウン）
- ケンちゃんの主題歌コレクション（2006年9月23日、ウルトラ・ヴァイヴ）

## 自叙伝でケンちゃん役についての言及
自叙伝で宮脇は次のように述べている。
「ドラマの中では、宮脇康之でいることは許されなかった。ケンちゃんにならなければならず、必ず半ズボンを穿いていなければならなかった。6年生にもなったら、半ズボンがたまらなく嫌になり、やめさせてくれなければ役を下りるとプロデューサーに申し入れたら、聞き入れてくれたが、その代わりケンちゃん役からは下ろされ、たまに登場するだけの中学生のお兄さん役に回された。」
実際『ケンにいちゃん』以降の作品では、主人公の「ケンちゃん」が宮脇演じる「ケンイチ」ではなく岡浩也演じる「ケンジ」であり、「ケンイチ」は「ケンにいちゃん」となり、脇役的な役回りになっている。ただし、これは宮脇自身の理由によるものではなく「小学生をターゲットとした同番組の主人公として宮脇が成長し過ぎて、小学生の感情移入対象では無理な年齢になったための措置である」と番組関係者は語っている（朝日放送『驚きももの木20世紀』堕ちた天使　子役のそれから…　ケンちゃんの三十七年）。
『ケンちゃんの101回信じてよかった』では、自身が大人の俳優となれなかった主因を、高校生のとき俳優になるための勉強を怠り大金を使って遊んでいたためと、自らの責任としている。しかし、一方では1980年代におけるTBSなどの扱いに関する不満（1982年以降、テレビ局に行っても仕事の話をしようともしなかったこと）も述べている。
ケンちゃん役を降板した後3年ほどは大いに仕事があったが、その後は仕事はほとんどなくなった。原因の一つは三原じゅん子との熱愛疑惑とされる（自叙伝『ケンちゃんの101回信じてよかった』より）。